# Mario Bellatin
Mario Alfredo Bellatin Cavigiolo (Città del Messico, 23 luglio 1960) è uno scrittore messicano.
Mario Bellatin è uno scrittore messicano, di origini italiane, il cui romanzo Salone di bellezza figura al 19º posto nella lista, redatta nel 2007 da 81 tra scrittori e critici latinoamericani e spagnoli, dei migliori 100 libri in lingua spagnola degli ultimi 25 anni.

## Biografia
Figlio di peruviani, Bellatin nacque senza il braccio destro; all'età di quattro anni si trasferì con la famiglia in Perù, dove studiò Teologia per due anni nel seminario di Santo Toribio de Mogrovejo e, in seguito, Scienze della Comunicazione all'Università di Lima.
Fu lì, nel 1986, che pubblicò il suo primo libro -Mujeres de sal-, però scrisse la sua prima opera all'età di 10 anni, ispirandosi al suo affetto per i cani. L'anno seguente si recò a Cuba con una borsa di studio per studiare sceneggiatura cinematografica nella Escuela Internacional de Cine y Televisión di San Antonio de los Baños e al ritorno in Perù, due anni dopo, continuò a pubblicare fino al 1995, quando ritornò in Messico.
Bellatin è stato direttore del Dipartimento di Lettere Umanistiche dell'Università del Claustro de Sor Juana e membro del Sistema Nacional de Creadores de México dal 1999 al 2005.
Attualmente è il direttore della Escuela Dinámica de Escritores a Città del Messico, che, creata nel 2001 come "Associazione senza scopo di lucro", propone un metodo di preparazione letteraria alternativo rispetto agli spazi accademici e ai corsi tradizionali. Nel 2009 Bellatin ha annunciato il rinnovamento della Scuola, con programmi televisivi ed un editoriale a partire dal 2010.
La sua preparazione accademica è stata decisiva per lo sviluppo del suo modo di scrivere. La sua esperienza cinematografica lo ha portato a concludere che la realtà può essere inglobata in un breve frammento di tempo e ciò nonostante essere capace di provocare sensazioni importanti nello spettatore. Da qui il carattere frammentario della sua scrittura, che offre solo i dati precisi della realtà che compone nei suoi romanzi.
La sua opera, di gran diffusione, è stata tradotta in inglese, tedesco, francese e italiano. Mario Bellatin è considerato uno degli autori contemporanei latinoamericani sperimentali, nei cui romanzi si crea un gioco ludico tra realtà e finzione, sfumato con protocolli apocrifi, cronache, biografie e documenti scientifici, provocando così situazioni inverosimili ma anche simpatiche.
I suoi romanzi non contengono referenze biografiche, poiché l'autore crede che il testo debba sostenersi da solo e che la letteratura si sviluppi in modo migliore con il minor intervento da parte dell'autore.
In italiano sono stati tradotti: Dama Cinese (Bookever, 2007) e Salone di bellezza (La Nuova Frontiera, 2011).
Ha beneficiato della borsa di studio Guggenheim ed è stato curatore oltre che ad aver partecipato all'esposizione di arte contemporanea Documenta 13, Kassel, con il suo progetto Los cien mil libros de Bellatin.
Ha diretto i film Bola negra: el musical de Ciudad Juárez e Salone di bellezza.

## Premi e riconoscimenti
- Finalista del Premio Médicis per il miglior romanzo straniero pubblicato in Francia, 2000
- Premio Xavier Villaurrutia per il romanzo Flores, 2000
- Borsa di studio Guggenheim, 2002
- Premio Mazatlán di Letteratura per il romanzo El gran vidrio,[4] 2008
- Barbara Gittings Literature Award e Antonin Artaud, 2012
- Premio de Narrativa José María Arguedas 2015 por El libro uruguayo de los muertos, otorgado en el marco de los Premios Casa de las Américas
- Premio Iberoamericano de Letras José Donoso, 2018.[5]
- Premio Legión del Libro otorgado por la Cámara Uruguaya del Libro.
- Doctor honoris causa por 17, Instituto de Estudios Críticos, 2019.[6]

## Opere
- Mujeres de sal (Editorial Lluvia - Lima, 1986)
- Efecto invernadero (Jaime Campodónico Editor - Lima, 1992)
- Canon perpetuo (Jaime Campodónico Editor - Lima, 1993)
- Salón de belleza (Jaime Campodónico Editor - Lima, 1994; Tusquets Editores - México DF, 1999)
- Damas chinas (Ediciones El Santo Oficio - Lima, 1995; Anagrama 2006)
- Tres novelas (Ediciones El Santo Oficio - Lima, 1995)
- Poeta ciego (Tusquets Editores - México DF, 1998)
- El jardín de la señora Murakami (Tusquets Editores - México DF, 2000)
- Flores (Matadero-Lom - Santiago de Chile, 2000; Anagrama 2004)
- Shiki Nagaoka: Una nariz de ficción (Editorial Sudamericana - Barcelona, 2001)
- La escuela del dolor humano de Sechuán (Tusquets Editores - México DF, 2001)
- Jacobo el mutante (Aguilar/Alfaguara, 2002)
- Perros héroes (Alfaguara, 2003)
- Obra reunida (Alfaguara, 2005), contiene:
  - Salón de belleza, Efecto invernadero, Canon perpetuo, Damas chinas, La escuela del dolor humano de Sechuán, El jardín de la señora Murakami, Bola negra, Shiki Nagaoka: Una nariz de ficción, La mirada del pájaro transparente, Flores y Underwood portátil
- Lecciones para una liebre muerta (Anagrama, 2005)
- Underwood portátil modelo 1915 (Sarita Cartonera - Lima, 2005)
- La jornada de la mona y el paciente (Almadía, 2006)
- Pájaro transparente (Mansalva, 2006), "rearmado de obras anteriores"[7]
- El gran vidrio (Anagrama, 2007)
- Condición de las flores (Entropía, 2008)
- Los fantasmas del masajista (Eterna Cadencia, 2009)
- Biografía ilustrada de Mishima (Entropía; Matalamanga, 2009)
- El pasante de notario Murasaki Shikibu (Santiago de Chile: Editorial Cuneta, 2011)
- Disecado (México: Sexto Piso, 2011)
- La clase muerta, (México: Alfaguara, 2011) contiene due testi: Biografía ilustrada de Mishima y Los fantasmas del masajista
- La mirada del pájaro transparente, con illustrazioni di Daniel Bravo; Pehuén Editores, Santiago de Chile, 2011
- El libro uruguayo de los muertos, Sexto Piso, México, 2012
- La Jornada de la Mona y el Paciente, Simiente, México, 2013
- Gallinas de Madera, Sexto Piso, México, 2013
- Obra reunida, Alfaguara, España, 2013; contiene:
  - Salón de belleza; Efecto invernadero; Canon perpetuo; Damas chinas; El jardín de la señora Murakami; Bola negra; Shiki Nagaoka: una nariz de ficción; La mirada del pájaro transparente; Jacobo el mutante; Perros héroes; Flores; La escuela del dolor humano de Sechuán; Underwood portátil: modelo 1915; y Los fantasmas del masajista y La biografía ilustrada de Mishima (ambos incluidos en La clase muerta)
- El hombre dinero, Sexto Piso, 2013
- Obra reunida 2 (Alfaguara, 2014), contiene:
  - Escribir sin escribir, Visita con fiebre, Lecciones para una liebre muerta, El gran vidrio (tres autobiografías), Poeta Ciego, El auto del señor Dufó, Disecado, El pasante de notario Murasaki Shikibuku, Registro de las flores, El libro uruguayo de los muertos, La jornada de la mona y el paciente, En la playa de Montauk las moscas suelen crecer más de la cuenta, En el ropero del señor Bernard falta el traje que más detesta, Quechua, Un cierto Juchitán para Graciela Iturbide, Demerol sin fecha de caducidad, Giradores en torno a mi tumba, Los cien mil libros de Bellatin
- Jacobo reloaded (en colaboración con Zsu Szkurka), Sexto Piso, 2014
- Retrato de Mussolini con Familia, Alfaguara, 2015
- Carta sobre los ciegos para uso de los que pueden ver (mapa De Las Lenguas), Alfaguara, 2017
- El libro, la mola, el monstruo, Club Hem, La Plata, 2020
- Ojos flotantes, mojados, limpios (ilustrado por Sebastián Maturano), Borde Perdido, Córdoba, 2020
- El palacio, Marciana, Buenos Aires, 2020
- Placeres (con fotografías de Alice Zukofsky), Gato Negro, México, 2021

### In italiano
- Dama Cinese (Bookever, 2007)
- Salone di bellezza (La Nuova Frontiera, 2011)
- Shiki Nagaoka: un naso di finzione (Autori Riuniti, 2021)

## Album studio
- Véronique Pitois-Pallares. El arte del fragmento: 'El gran vidrio' de Mario Bellatin, Hermosillo (México), Universidad de Sonora, 2011
- Pedro Pujante.  La autoficción fantástica. El yo imaginario en César Aira y Mario Bellatin, Tesis doctoral, Universidad de Murcia, 2018.